# Grande Conselho do Fascismo
O Grande Conselho do Fascismo (italiano: Gran Consiglio del Fascismo) foi o órgão máximo de poder do Partido Nacional Fascista e o principal do governo de Benito Mussolini. Foi criado em dezembro de 1922 mas tornou-se um órgão constitucional somente em 9 de dezembro de 1928.

## Membros
Dentro destes cargos, os nomes estão em ordem cronológica. Portanto, nem todos estes nomes serviram ao mesmo tempo.
- O Chefe de Governo e Duce do Fascismo: Benito Mussolini
- O Quadrumviri: Michele Bianchi, Emilio De Bono, Cesare Maria De Vecchi e Italo Balbo
- O Presidente do Senado: Luigi Federzoni e Giacomo Suardo
- O Presidente da Câmara dos Deputados (a partir de 1939 substituída pela Câmara do Fáscio e da Corporação): Giovanni Giuriati, Costanzo Ciano e Dino Grandi
- Ministro da Agricultura e das Florestas: Giacomo Acerbo, Edmondo Rossoni, Giuseppe Tassinari e Carlo Pareschi
- Ministro das Corporações: Giuseppe Bottai, Benito Mussolini, Ferruccio Lantini, Renato Ricci, Carlo Tiengo e Tullio Cianetti
- Ministro das Finanças: Antonio Mosconi, Guido Jung, Paolo Thaon di Revel e Giacomo Acerbo
- Ministro das Relações exteriores: Benito Mussolini, Dino Grandi, Galeazzo Ciano
- Ministro do Interior: Benito Mussolini
- Ministro da Graça e da Justiça: Alfredo Rocco, Pietro De Francisci, Arrigo Solmi, Dino Grandi e Alfredo De Marsico
- Ministro da Cultura Popular: Galeazzo Ciano, Dino Alfieri, Alessandro Pavolini e Gaetano Polverelli
- Ministro da Educação Nacional: Balbino Giuliano, Francesco Ercole, Cesare Maria De Vecchi, Giuseppe Bottai e Giacomo Acerbo
- Presidente da Academia Real: Tommaso Tittoni, Guglielmo Marconi, Gabriele D'Annunzio e Luigi Federzoni
- Presidente do Juizado Especial de Defesa do Estado: Guido Cristini e Antonino Tringali Casanuova